# Bernhard Schmeier
Bernhard Karl Heinrich Schmeier (ur. 6 grudnia 1856 w Braniewie, zm. 11 lutego 1934 w Pile) – nauczyciel, wieloletni dyrektor gimnazjum w Reszlu.

## Życiorys

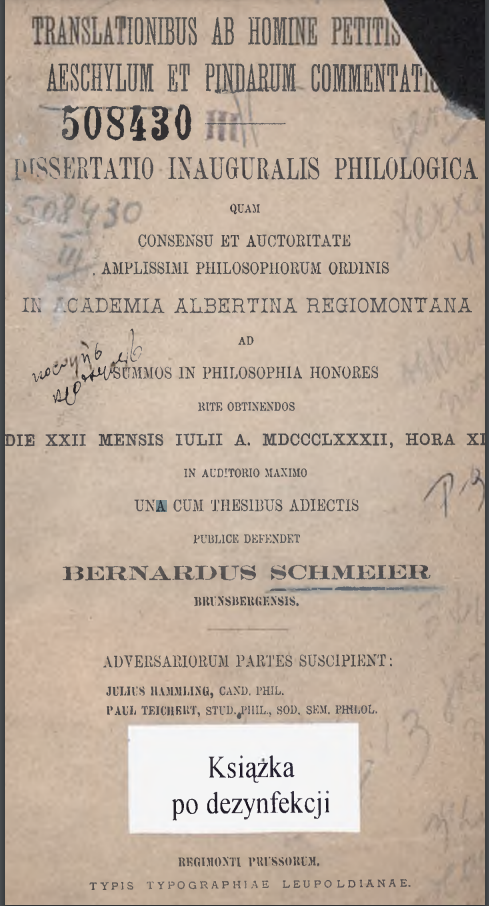
Strona tytułowa rozprawy doktorskiej (1882)

Urodził się w Braniewie w rodzinie Karla, który był stolarzem i długoletnim kościelnym w kościele św. Katarzyny. Bernhard uczęszczał do gimnazjum w Braniewie, które ukończył maturą w 1877 roku. Był w nim stypendystą fundacji Tomasza Wernera. W 1877 rozpoczął studia na Uniwersytecie Albertina w Królewcu, następnie kontynuował je na Uniwersytecie w Lipsku. Studiował filologię klasyczną i germanistykę. W czasie studiów był członkiem korporacji studenckich Teutonia i Borussia. Studia uwieńczył doktoratem z filozofii, uzyskanym 22 lipca 1882 roku na Uniwersytecie w Królewcu. Praktykę nauczycielską odbywał w gimnazjach w Olsztynie i w Poznaniu, gdzie od 1 października 1885 został zatrudniony w gimnazjum Marii Magdaleny. Po 13 latach pracy tamże został mianowany dyrektorem w progimnazjum w Trzemesznie, a w 1900 został mianowany na identyczne stanowisko dyrektora progimnazjum w Reszlu. Tutaj swoim energicznym działaniem przyczynił się do znacznego rozwoju placówki. Doprowadził do uzyskania przez nią statusu pełnego gimnazjum. Swoimi inicjatywami wpłynął też na rozwój cywilizacyjny miasta. Już w 1900 urządził w mieście lodowisko, rozwinął sport w szkole, doprowadził do utworzenia orkiestry szkolnej, był inicjatorem budowy kąpieliska w mieście, propagował popularną w tamtych czasach stenografię. Uchodził za sprawnego organizatora. Cieszył się również poważaniem jako nauczyciel i obywatel miasta. Z tego powodu został w 1906 roku jako jedyny reprezentant Prus Wschodnich zaproszony przez cesarza Niemiec Wilhelma II na rejs statkiem z Hamburga po Morzu Północnym.
W chwili wybuchu I wojny światowej aż 65 uczniów reszelskiego gimnazjum zostało wcielonych do wojska. Gdy 1 sierpnia 1914 Rosjanie wkroczyli do miasta, zażądali zapłaty kontrybucji wojennej w wysokości 30 000 marek. Po zebraniu tej kwoty Rosjanie opuścili miasto, zabrali jednak jako zakładnika ze sobą profesora Schmeiera, przewożąc go do majątku Glitajny koło Kętrzyna. Wprawdzie Schmeier przebywał w areszcie tylko przez jedną dobę, lecz później z tego też powodu został odznaczony Krzyżem Żelaznym.
Następnie w czasie wojny urządzał zbiórki pieniężne, które pozwoliły utrzymać reszelskie gimnazjum w tym trudnym okresie. Władze przyznały mu w uznaniu tych zasług tytuł radcy szkolnego. Gimnazjum kierował przez pół wieku, do 1925 roku, zapisując się swoimi zasługami w pamięci uczniów i mieszkańców miasta.

## Życie osobiste
16 października 1885 wstąpił w związek małżeński z Marthą z d. Bludau. Mieli dwójkę dzieci: Ruth Elisabeth (ur. 1887) i Bernhard Karl (ur. 1894).

## Publikacje[7][8]
- De translationibus ab homine petitis apud Aeschylum et Pindarum commentio, dysertacja doktorska, 1882
- Wie können beim altsprachlichen Unterricht die in den neuen Lehrplänen vom 6. Januar gesteckten Ziele wirklich erreicht werden? 1. Teil. Posen 1898 52 S. (Programm Posen Marien-Gymnasium)
- Winke für die Anfertigung der schriftlichen deutschen Arbeiten und das Übersetzen aus den Fremdsprachen. Tremessen 1900. 14 S. (Programm Tremessen Progymnasium)
- Vier Festreden im Kreise der Schule. Rössel 1903. S. 30–44. (Programm Rössel Gymnasium)
- Winke für deutsche Arbeiten Schmeier, Bernhard. Leipzig : Volkening, [1912]
- Stücke aus dem „Kriegstagebuch des Direktors“. Rössel 1915. S. 9–19. (Programm Rössel Gymnasium)
- Aus der Werkstatt meines Lebens Schmeier, Bernhard. - Münster i. W. : Aschendorffsche Verlh., 1929